# Johann Peter Werth

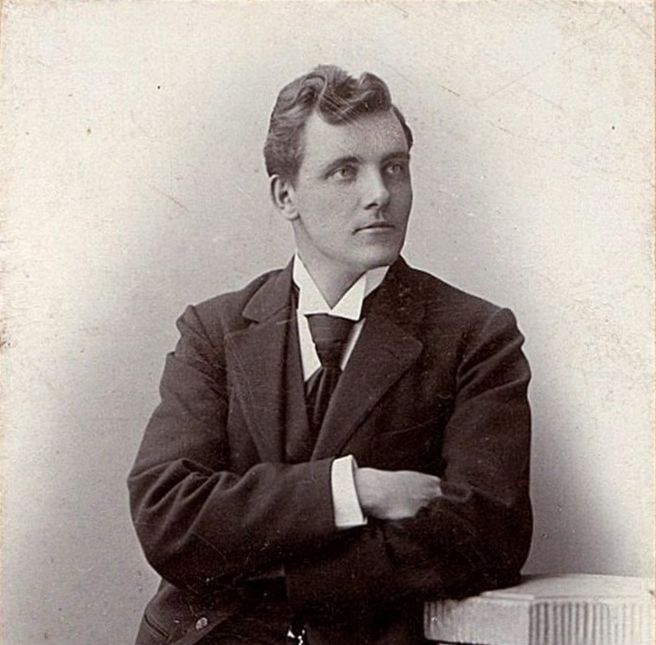
J.P. Werth im Alter von 23 Jahren (Atelier Stüting)

Johann Peter Werth (J. P. Werth) (* 4. Februar 1876 in Barmen, jetzt Wuppertal; † 3. Dezember 1960 in Rothenburg ob der Tauber) war ein deutscher Maler, Grafiker und Illustrator.

## Werdegang
1894 beendete Werth das Realgymnasium in Barmen. Er studierte zunächst 3 Jahre bei Robert Poetzelberger an der Großherzoglich Badischen Kunstschule Karlsruhe. Anschließend setzte er seine Studien ab 31. Oktober 1899 an der Akademie der Bildenden Künste München bei Gabriel von Hackl (Naturklasse) fort. Schließlich besuchte er noch ab 1904 in Barmen die dortige, 1894 gegründete Kunstgewerbeschule.
Bereits 1900 hatte Werth einen Studienaufenthalt in Italien absolviert. Danach widmete er sich in München der Porträtmalerei und lebte auch kurze Zeit in der Künstlerkolonie Dachau, wo er vor allem nach der Natur malte. Seit 1906 war er mit Amalie Halder verheiratet.

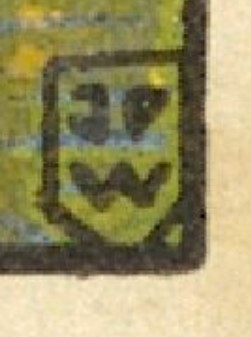
Initialen J P W als Künstlersignatur auf einer Reklamemarke für die Kunstanstalt Sigmund Spear;
um 1910; Stadtarchiv Nürnberg

In seiner frühen Zeit als Illustrator nahm die Gestaltung von Reklamemarken, die Anfang des 20. Jahrhunderts von sehr vielen Unternehmen als preiswerte Werbung in großen Stückzahlen produziert und von den Kindern sehr oft gesammelt wurden, einen breiten Raum ein. Dabei entwarf Werth auch viele dieser Marken für die Kunstanstalt Sigmund Spear in Nürnberg. Nach seinem Umzug nach Nürnberg 1913 wurde er von dem erfolgreichen Spieleverlag J. W. Spear & Söhne als Grafiker angestellt. Für diesen entwarf er viele Quartette und Brettspiele. In Nürnberg kamen auch zwei seiner fünf Kinder auf die Welt; bei einigen grafischen Gestaltungen griff er auf Porträts seiner Kinder zurück. Im Ersten Weltkrieg diente er beim Königlich Bayerischen 6. Reserve-Infanterie-Regiment. 1926 musste er das Unternehmen Spear aufgrund einer Neuausrichtung der Spielegestaltung verlassen. Seitdem arbeitete Werth freischaffend für verschiedene Auftraggeber. 
1945 verließ er als Ausgebombter Nürnberg und ließ sich in Rothenburg ob der Tauber nieder, wo er wieder  vor allem als Landschaftsmaler arbeitete und dann auch Mitglied im Berufsverband Bildender Künstler Landesverband Bayern e. V. (BBK Bayern) wurde.

## Künstlerisches Schaffen

### Buchillustrationen (Auswahl)
- Was hört unser Kind durchs Radio? (Verse von Clara Fritzsche). A. Jaser, Nürnberg o. J. [1925][4]
- Für unser Allerkleinstes. Anschauungs-Bilderbuch mit farbig eingedruckten Bildern (Verse von Clara Fritzsche). A. Jaser, Nürnberg o. J. [1928]
- Was ihr wollt, Kinderbuchreihe von J. W. Spear, mehrere Bände
- Hanna Zahn: Die Sonnenstrahlen. ohne Ort, ohne Jahr [1930 ?]
- Hanna Zahn: Familie Hahn und die Sonnenstrahlen. o. O., o. J. [1935 ?]
- Hanna Zahn: Mein 1 x 1. o. O., o. J.

### Quartette und Spiele (Auswahl)
- Für J. W. Spear & Söhne:
  - „Schwarzer Peter“ (1910–1920)
  - „Trachten-Quartett“ (1910)
  - „Neues Städte-Quartett“ (1913)[5]
  - „Lustige Familien“ (1914)
  - „Soldaten-Quartett“ (1914)
  - „Märchen-Quartett“ (ca. 1920)
  - „Das ‚Böse Buben‘ Spiel“ (Brettspiel, ca. 1920)
  - „Die Harzreise“ (Brettspiel, ca. 1920)
- Für Vereinigte Kunstanstalten C. Geck & Co. – H. Dibbern & Schneller AG:
  - „Deutsches Volkstrachten-Quartett“ (circa 1930)
  - „Lustiges Tier-Quartett“ (ca. 1930)[6]